# Neoclanis
Neoclanis este un gen de molii din familia Sphingidae. Conține o singură specie, Neoclanis basalis, care este întâlnită din Zimbabwe și Angola până în Zambia, Tanzania și estul Kenyei. 